# Tahuata (Polinesia Francesa)
Tahuata es una comuna francesa situada en la subdivisión de Islas Marquesas, que forma parte de la colectividad de ultramar de Polinesia Francesa.

## Composición
La comuna comprende la totalidad de la isla de Tahuata con sus cuatro motus:
| Isla                    | Población (2012) | Superficie (km²) | Densidad (hab/km²) |
| ----------------------- | ---------------- | ---------------- | ------------------ |
| Tahuata                 | 703              | 69               | 12                 |
| Islotes                 | Población (2012) | Superficie (km²) | Densidad (hab/km²) |
| Motuinokohe (Motumoohe) | -                | -                | -                  |
| Motunoio                | -                | -                | -                  |
| Motupatioti             | -                | -                | -                  |
| Motutaii                | -                | -                | -                  |

## Demografía
| Gráfica de evolución demográfica de Tahuata entre 1971 y 2012 |
|                                                               |

Fuente: Insee